# Chiesa di Tutti i Santi (Netheravon)
La chiesa di Tutti i Santi (in inglese All Saints Church) è la parrocchiale anglicana che si trova a Netheravon, villaggio e parrocchia civile della contea del Wiltshire nel Sud Ovest dell'Inghilterra, Regno Unito. Il luogo di culto risale all'XI secolo, rientra nella diocesi di Salisbury ed è considerato un monumento classificato di prima categoria per il suo particolare interesse storico e architettonico.

## Storia

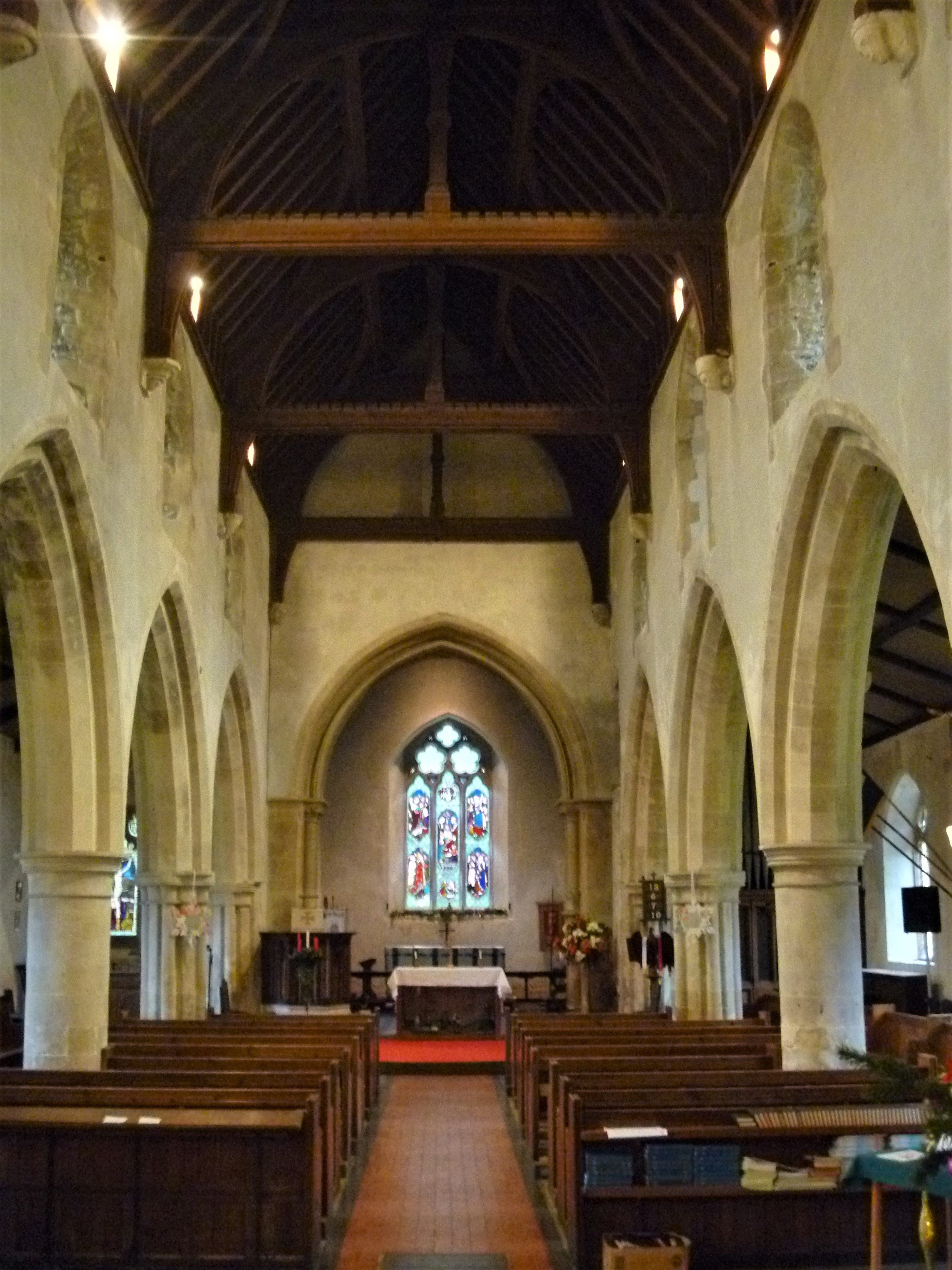
Interno della sala

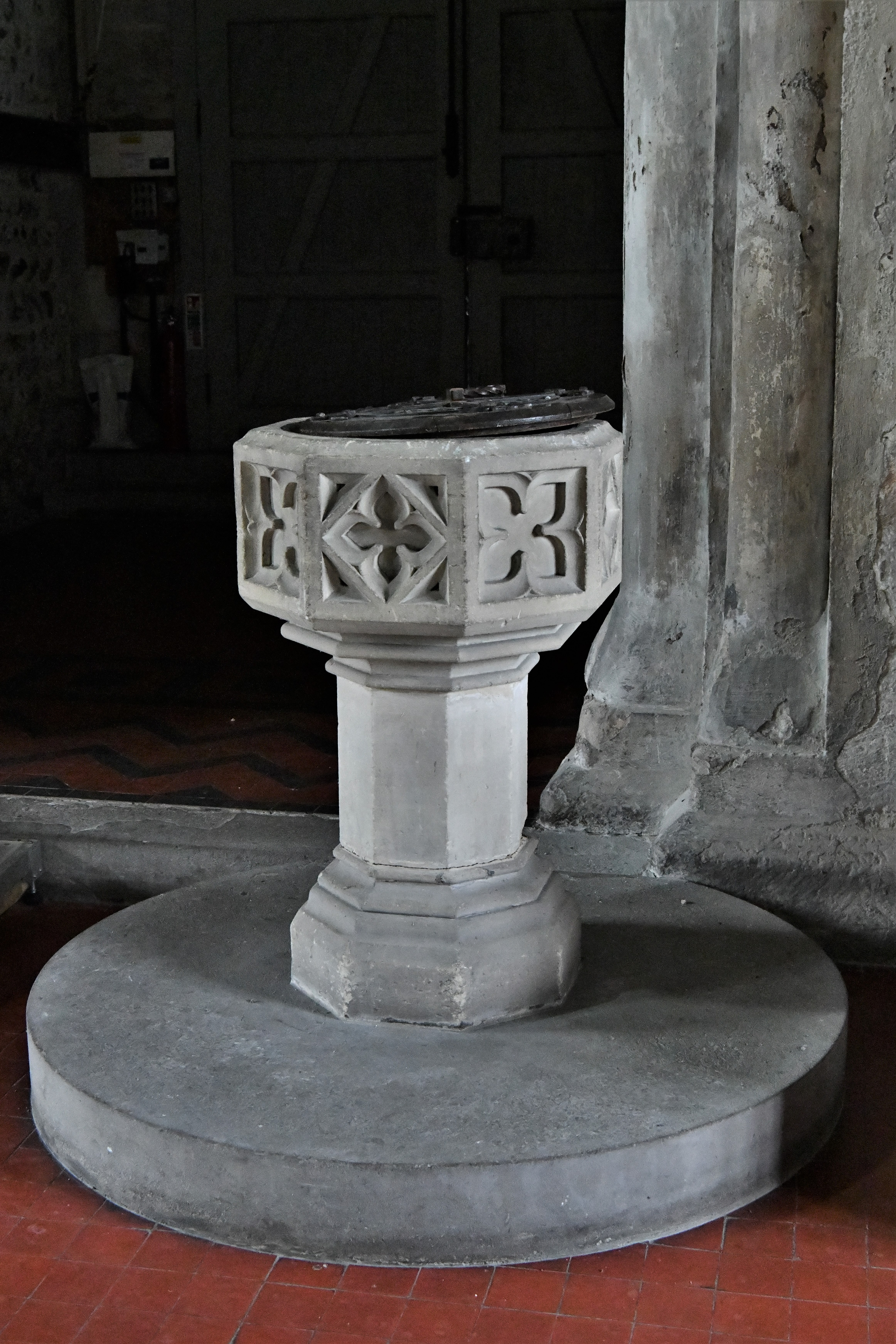
Fonte battesimale

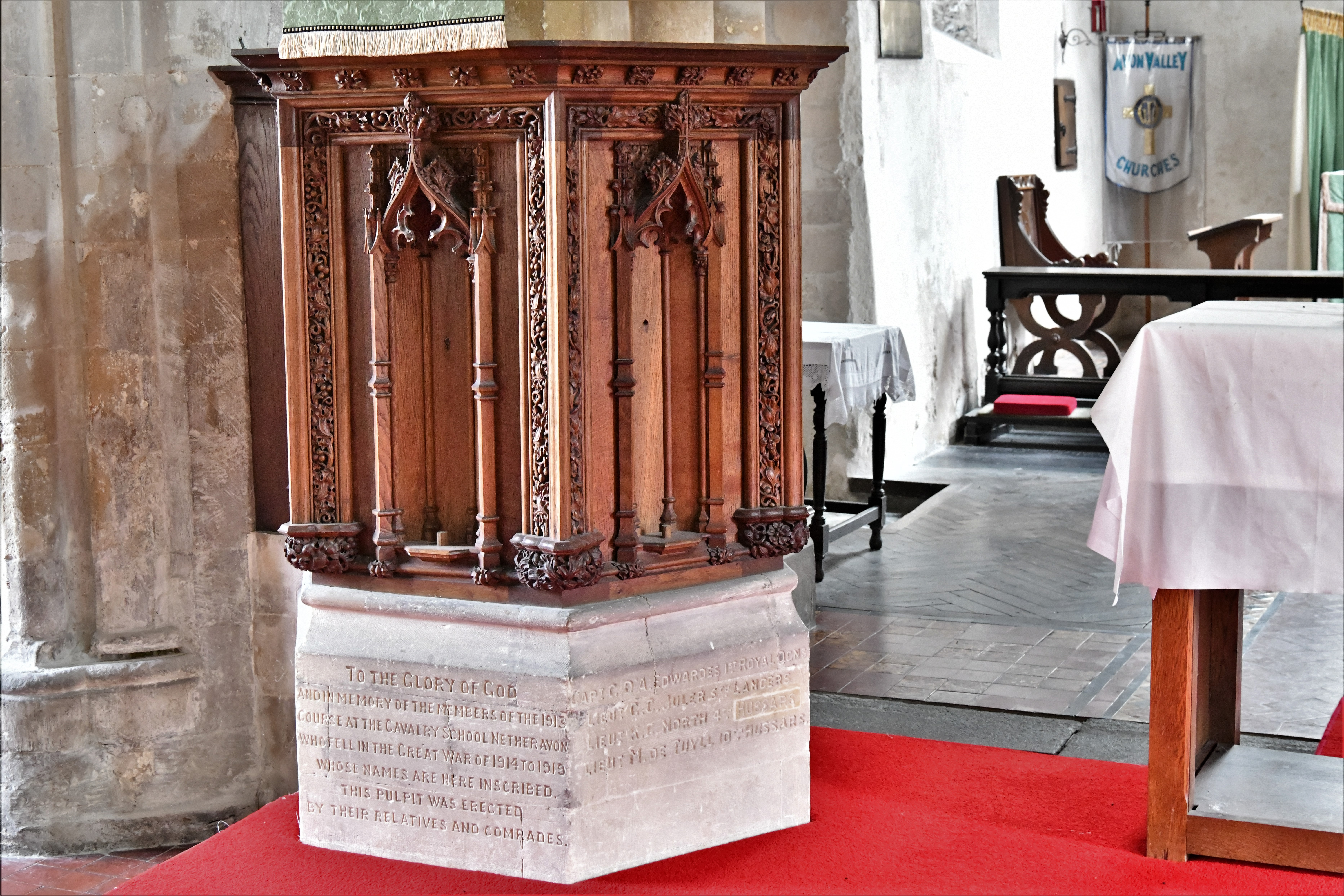
Pulpito

La chiesa parrocchiale anglicana fu costruita a partire dall'XI secolo. Il signore locale Hugh, figlio di Baldric, in quel periodo possedeva nel territorio anche tre manieri. In seguito la chiesa tornò nella disponibilità del re Enrico I d'Inghilterra che, all'inizio del XII secolo, la concesse al capitolo della cattedrale di Old Sarum e la chiesa divenne una prebenda.

## Descrizione
La chiesa di Tutti i Santi di Netheravon viene giudicata un edificio di particolare interesse storico e architettonico in Inghilterra o Galles quindi dal 27 maggio 1964 è considerata un monumento classificato di primo grado.

### Esterni
La chiesa parrocchiale anglicana di Tutti i Santi si trova nella parte meridionale dell'abitato di Netheravon che appartiene alla parrocchia civile di Cherhill nel Wiltshire, Sud Ovest dell'Inghilterra, Regno Unito. La struttura dominate del luogo di culto è la sua torre campanaria che si alza a occidente mentre la navata e il presbiterio si trovano a est. Sembra verosimile che in origine la torre abbia occupato una posizione centrale nella chiesa e che l'arco occidentale, divenuto l'ingresso alla chiesa si aprisse in una navata. Ci sono piccole aperture nei muri nord e sud, quella nord è bloccata, e probabilmente si aprivano in portici, mentre più in alto nei muri della torre ci sono piccole finestre a testa rotonda. La torre con le sue parti inferiori risale alla metà o alla fine dell'XI secolo.
Accanto alla chiesa, nel cimitero della comunità, è presente la tomba di guerra del Commonwealth del soldato semplice Herbert Robert Kaye, morto di malattia il 29 maggio 1917, che prestò servizio nella New Zealand Expeditionary Force nella prima guerra mondiale.

### Interni
La sala è divisa in tre navate. La navata centrale, col presbiterio, risale al XIII secolo, mentre le navate laterali furono ricostruite nel XV secolo. Le colonne che dividono le navate presentano capitelli semplici. Di particolare interesse sono il pulpito in legno e il fonte battesimale in pietra.